# 박노민
박노민(朴魯珉, 1985년 8월 18일 ~ )은 전 KBO 리그 한화 이글스의 포수이자 현재 청주고등학교 야구부 코치로 활동 중이다.

## 선수 시절

### 한화 이글스시절
2004년 신인 드래프트에서 2차 3순위(전체 18위) 지명을 받고 입단하였다.

### 2005년
주로 2군에서 활동했다. 5월에는 남부리그 홈런 및 타점 1위를 기록하며 선수협이 시상하는 '5월의 선수'로 선정됐다. 2005년 시즌 후 상무 야구단에 입대하였다.

### 상무 야구단시절
2005년에 입단하였다.

### 한화 이글스복귀

#### 2007년
군 복무를 마치고 2007년말에 제대해 팀에 복귀했다.

#### 2009년
시즌 개막 전 전지훈련에서 신경현, 이도형, 이희근과 함께 팀 내 포수진으로 참가했다. 4월 21일 히어로즈와의 경기에서 데뷔 첫 홈런을 기록했다. 4월 23일 히어로즈와의 경기에서도 홈런(시즌 2호)을 기록했다.

#### 2016년시즌
2016년 9월 20일, 김태완과 함께 웨이버 공시됐다.

## 야구선수 은퇴 후
2017년부터 경찰 야구단의 배터리코치로 활동했다.
현재는 충북 청주고등학교의 코치로 활동중이다.

## 출신 학교
- 공주중동초등학교
- 공주중학교
- 공주고등학교
- 대전대학교

## 통산 기록
| 년도 | 팀    | 타율  | 경기수 | 타수 | 안타 | 2루타 | 3루타 | 홈런 | 타점 | 득점 | 도루 | 도루 실패 | 4사구 | 삼진 | 병살타 | 희생타 | 비고 |
| ---- | ----- | ----- | ------ | ---- | ---- | ----- | ----- | ---- | ---- | ---- | ---- | --------- | ----- | ---- | ------ | ------ | ---- |
| 2004 | 한화  | 0.111 | 4      | 9    | 1    | 0     | 0     | 0    | 0    | 1    | 1    | 0         | 0     | 3    | 0      | 0      |      |
| 2005 | 한화  | 0.100 | 9      | 10   | 1    | 0     | 0     | 0    | 0    | 1    | 0    | 0         | 0     | 3    | 2      | 0      |      |
| 2009 | 한화  | 0.226 | 46     | 93   | 21   | 3     | 0     | 5    | 14   | 8    | 1    | 0         | 6     | 33   | 3      | 2      |      |
| 2010 | 한화  | 0.189 | 21     | 37   | 7    | 3     | 0     | 1    | 2    | 3    | 0    | 0         | 6     | 2    | 1      | 1      |      |
| 통산 | 4시즌 | 0.201 | 80     | 149  | 30   | 6     | 0     | 6    | 16   | 13   | 2    | 0         | 12    | 41   | 6      | 3      |      |